# Podywotje
Podywotje (ros. Подывотье) – wieś (sieło) w Rosji, w obwodzie briańskim, w rejonie siewskim. W 2010 liczyła 540 mieszkańców.